# 자동기계

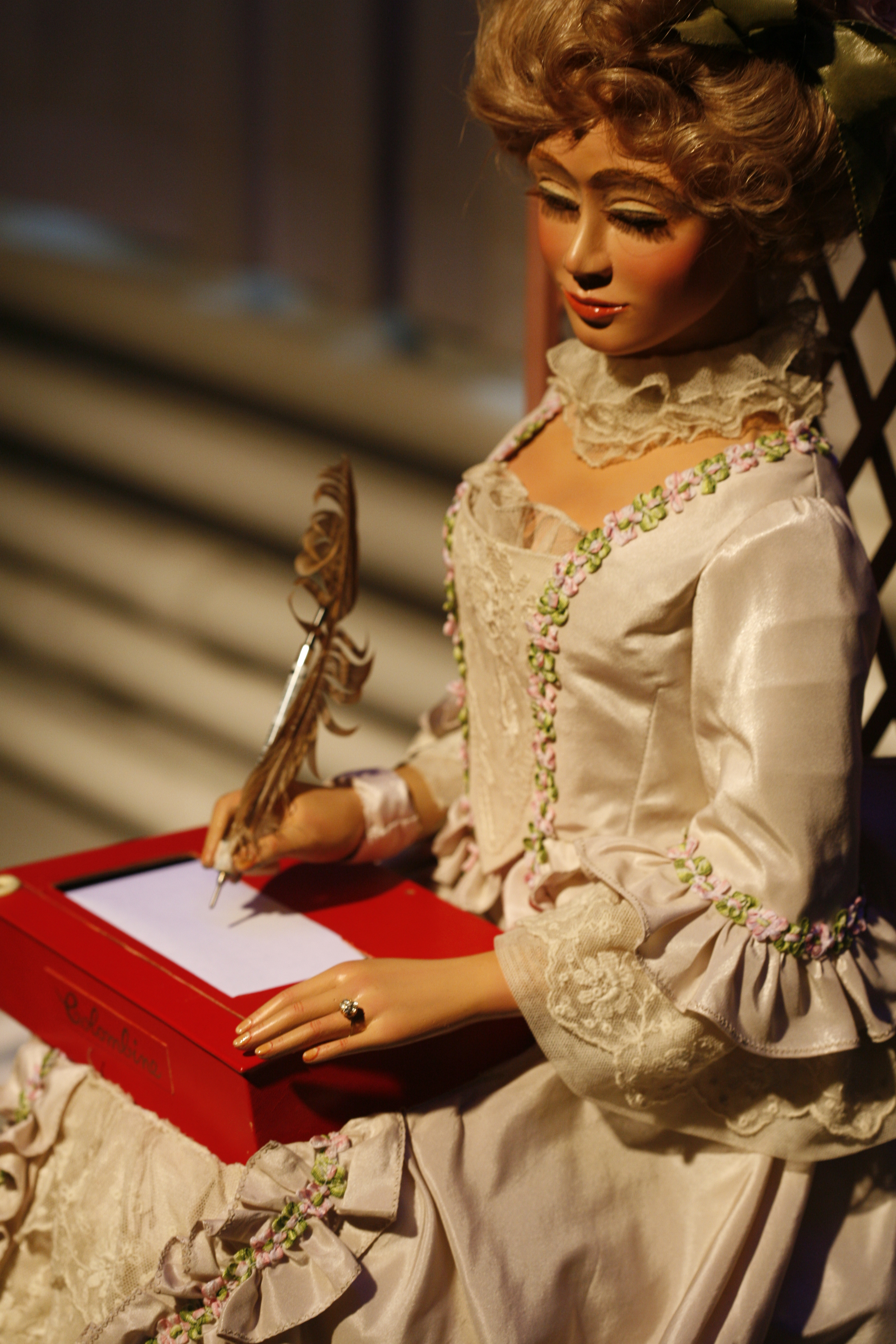
스위스 기계 박물관에 있는 자동 인형

자동기계 (自動機械) 또는 오토머튼(영어: automaton, 복수형은 영어: automata (오토머터)[*])은 스스로 작동하는 기계이다. 이 낱말은 종종 로봇, 특히 인간의 지속적인 조종이 없어도 스스로 움직이는 자동 로봇을 뜻하는 말로 쓰인다. 현대 산업에서는 자동 제어 기계(영어: automation)를 뜻하기도 한다.

## 어원
영어 Automaton은 그리스어: αὐτόματον를 라틴어화한 것으로 "스스로의 뜻대로 움직이는"이란 뜻을 가지고 있다. 자동기계로 불리는 기계들은 전기 에너지를 사용하지 않고 오직 기계 장치만으로 이루어져 있으며 사람이나 동물이 관여하지 않아도 스스로 움직이는 것을 뜻하는 경우가 많았다. 이런 의미의 자동 기계는 뻐꾸기 시계를 대표적인 예로 들 수 있다. 시간마다 뻐꾸기가 시계 밖으로 나와 소리를 내는 장치를 지닌 뻐꾸기 시계는 태엽 장치를 동력으로 작동되었다.

## 고대 자동기계
헬레니즘 문명 시대의 자동기계로는 장난감, 종교적 우상, 기초 과학 이론을 보여주는 도구 등이 있었다. 고대 그리스의 수학자 알렉산드리아의 헤론은 수력으로 작동하는 오르간, 소화기, 사이펀과 같은 기계들에 대한 기록을 남겼다. 이 기록들은 16세기에 재발견되어 라틴어로 번역되었다. 헤론의 기록 가운데는 증기를 이용하여 회전하는 공이 언급되어 있으며, 이는 종종 최초의 자동기계로 여겨진다.
1900년 발굴된 안티키티라 메커니즘은 고대 그리스의 자동기계 부품으로 여겨지고 있다. 아르키메데스는 스스로 작동하는 천체 모형을 제작하였다고 한다.

### 신화속 자동기계
유대교의 전설 가운데는 솔로몬의 왕좌가 기계로 된 동물들에 의해 받들어져 있었다는 이야기가 전해진다. 솔로몬이 왕좌에 오르면 기계 장치가 작동하여 토라가 있는 곳까지 움직였다는 것이다.
기원전 3세기 무렵 쓰인 고대 중국 춘추 시대의 책 열자에는 주무왕이 순행 중에 언사(偃師)가 만든 창우(倡優)라는 등신대의 움직이는 인형을 보았다는 기록이 있다.

## 중세의 자동 기계

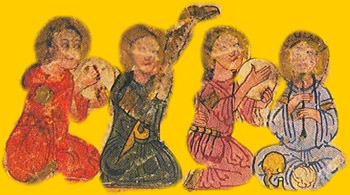
알 자자리의 자동 인형 악대를 묘사한 그림

중세는 이슬람 세계의 과학이 크게 발전한 시기였다.
8세기 중엽, 바그다드에서 풍력으로 작동하는 동상이 만들어졌다. 이 동상은 "바그다드의 네 문마다 돔위에 얹혀져 바람이 불면 회전하였다"고 한다.
12세기의 이슬람 과학자 알 자자리는 음료 시중을 드는 자동인형, 자동으로 여닫히는 문과 같은 자동 기계를 개발하였다. 알 자자리는 자동 기계로 된 악대를 꾸며 음악을 연주하게 하였다고도 한다.

## 근대 초기의 자동 기계

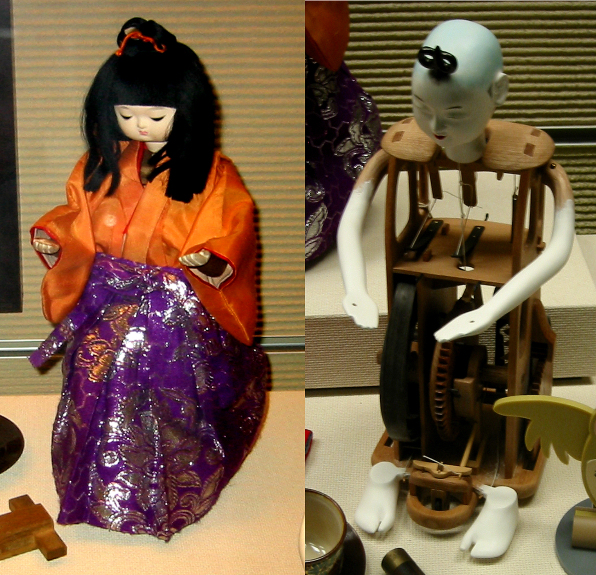
19세기에 제작된 일본의 차 따르는 카라쿠리 인형

르네상스와 근대 초기에 다양한 지역에서 자동기계들이 제작되었다.
레오나르도 다빈치는 움직이는 갑옷 인형을 고안하였다. 그러나 비행기나 전차와 같은 다빈치가 그린 여러 설계도와 같이 실제 만들어지지는 않았다. 르네상스 시대 이탈리아의 기술자인 지오바니 폰타나는 기계 악마, 로켓과 플로펠러로 날아다는 동물과 같은 자동인형을 제작하였다.
16세기, 유럽의 여러 도시에서는 다양한 대형 시계 들이 제작되었다. 이 가운데는 시간에 맞추어 자동인형이 움직이는 장치를 갖춘 것들도 있었다. 이러한 시계 기술의 발달에 힘입어 18세기 유럽에서는 들어 수 많은 자동기계들이 제작되었다. 18세기에서19세기의 기간 동안 복잡한 기계 장치를 갖춘 매우 정교하게 움직이는 자동인형들이 제작되었다.
동아시아에서는 11세기에 송나라 시대 중국에서 인형이 움직이는 물시계를 제작하였다고 하며, 원나라와 명나라에서도 이와 비슷한 시계를 제작하였다. 조선에서는 15세기 세종때 장영실이 제작한 옥루는 시간에 맞추어 인형들이 움직이고 스스로 소리를 내는 장치를 갖추고 있었다. 18세기 말 일본에서는 에도 시대에 태엽 장치를 갖춘 카라쿠리 인형을 제작하였다.
|  |  |  |

## 같이 보기
- 오토머튼 시계
- 안드로이드
- 에니메트로닉스
- 메카트로닉스
- 로봇공학